# Lista de recordes da Astronomia
Esta é uma lista de recordes da Astronomia.
|                                                       | Nome                                           | Localização                                                                                                  | Ano Descoberta | Detalhes | Ref          | Imagem |
| ----------------------------------------------------- | ---------------------------------------------- | --- | -------------- | --- | ------------ | ------ |
| Maior objeto já descoberto                            | Grande Muralha Hércules-Corona Borealis        | | 2013           | Um filamento galáctico com aproximadamente 10 bilhões de anos-luz (3 Gigaparsecs) em sua maior dimensão, por 7,2 bilhões de anos-luz (2,2 Gigaparsecs) na outra. |              |        |
| Mais antigo objeto já descoberto                      | Galaxia UDFj-39546284                          | | 2011           | | [ 1 ]        |        |
| Quasar mais antigo já descoberto                      | J0313–1806                                     | | 2021           | |              |        |
| Objeto mais rápido já descoberto                      | Supernova Puppis A                             | Constelação Popa                                                                                             |                | 5 milhões de quilômetros por hora | [ 2 ]        |        |
| Planeta mais antigo já descoberto                     | PSR B1620-26 b, também conhecido por Matusalém | Constelação do Escorpião                                                                                     | 2003           | cerca de 12,7 bilhões (109) de anos | [ 3 ]        |        |
| Maior planeta já descoberto                           | HD 100546 b                                    | Constelação de Musca                                                                                         | 2010           | 6.9+2.7 −2.9 o diâmetro de Júpiter |              |        |
| Menor exoplaneta já descoberto                        | Kepler-37b                                     | Constelação de Lyra                                                                                          | 2013           | É um pouco maior que a Lua. Tem 1/3 do tamanho da Terra. | [ 4 ]        |        |
| Planeta mais quente já descoberto                     | Kepler-70b                                     | | 2011           | Atinge cerca de 6870 °C. O planeta leva apenas 5,76 horas para completar seu período orbital.                                                                    |              |        |
| Maior estrela já descoberta                           | Stephenson 2-18                                | Constelação de Scutum                                                                                        |                | Estima-se que seu raio está entre 2150 vezes o do Sol. |              |        |
| Menor estrela já descoberta                           | RXJ-1856-37                                    | |                | diâmetro de apenas 14 km | [ 5 ]        |        |
| Estrela mais pesada já descoberta                     | RMC 136a1                                      | Constelação de Dorado                                                                                        |                | Estima-se que seu peso seja de 265 vezes mais pesada que o sol.                                                                                                  |              |        |
| Estrela mais brilhante conhecida                      | RMC 136a1                                      | Constelação de Dorado                                                                                        |                | |              |        |
| Estrela mais próxima da Terra (depois do Sol)         | Próxima Centauro                               | Constelação de Centauro                                                                                      |                | Fica a 4,2 anos-luz da Terra | [ 6 ]        |        |
| Estrela mais fria já descoberta                       | WISE 0855−0714                                 | Constelação de Hidra                                                                                         | 2014           | Entre 225 a 260 K (−48 a −13 °C) |              |        |
| Maior galáxia já descoberta                           | Ic 1101                                        | Constelação de Serpente                                                                                      |                | Fica a bilhões de anos-luz de distância, no centro de um aglomerado de estrelas chamado Abell.                                                                   | [ 7 ]        |        |
| Maior e mais brilhante galáxia-satélite da Via-Láctea | Nuvens de Magalhães                            | |                | O seu diâmetro é de cerca de 20 mil anos-luz e tem uma massa 10 bilhões de vezes maior que a massa do Sol.                                                       | [ 8 ]        |        |
| Maior galáxia em espiral já descoberta                | Malin 1                                        | |                | Em forma de espiral, mede cerca de 650 mil anos-luz de diâmetro e está a uma distância de nós de cerca 1,1 bilhões de anos-luz.                                  | [ 8 ]        |        |
| Maior constelação já descoberta                       | Hydra                                          | |                | Cobre aproximadamente 3,16% da totalidade do céu, tendo pelo menos 68 estrelas visíveis a olho nu.                                                               | [ 8 ]        |        |
| Maior objeto magnético registrado                     | SGR 1806-20                                    | está localizado a 14,5 quiloparsec (aproximadamente 50.000 anos-luz) da Terra, na constelação de Sagittarius | 2002           | seu campo magnético possui uma intensidade de superior aos 1015 gauss (comparado com o campo magnético do Sol, que possui entre 1 e 5 gauss de intensidade).     | [ 9 ] [ 10 ] |        |
| Maior lua do Sistema Solar                            | Ganímedes                                      | Júpiter |                | Diâmetro: 87 000 000 km² Volume: 7,6×1010 km³ Massa: 1,4819×1023 kg                                                                                              |              |        |
| Menor lua do Sistema Solar                            | S/2009 S 1                                     | Saturno |                | Com um diâmetro estimado entre 13 e 34 km |              |        |
| Maior cratera do Sistema Solar                        | Aitken                                         | Lua |                | 2250 km de diâmetro e 12 km de profundidade | [ 11 ]       |        |
| Maior montanha do Sistema Solar                       | Rheasilvia                                     | 4 Vesta |                | De origem em uma cratera de impacto, quase 3 vezes mais alta que o Monte Evereste, superando o Monte Olimpo (Marte) em 2011.                                     |              |        |
| Maior cometa já descoberto                            | Cometa Holmes                                  | Sistema Solar                                                                                                |                | 2250 km de diâmetro e 12 km de profundidade | [ 12 ]       |        |
| Maior artefato espacial                               | Estação Espacial Internacional                 | |                | Pesa 370 toneladas e tem 109 metros de diâmetro. | [ 7 ]        |        |
| Maior telescópio                                      | Very Large Telescope                           | |                | 16,4 m de diâmetro | [ 13 ]       |        |